# Ébauches SA
Ébauches SA era un holding de empresas de relojería suizas, fundado en Neuchâtel en 1926, y especializado en la producción de ébauches (maquinaria de relojería adaptable por otros fabricantes) y repuestos. En 1931 quedó integrado dentro de la ASUAG, y en 2003 desapareció su nombre, cuando se fusionó en ETA SA, que ya había absorbido con anterioridad a la mayor parte de las empresas que habían formado parte del grupo de Ébauches SA.

## Historia
La empresa fue fundada por las compañías A. Schild SA, la Fabrique d'Horlogerie de Fontainemelon (FHF) y A. Michel SA. Desde sus orígenes dio trabajo a casi 6000 personas.
Su objetivo era estabilizar los precios de la producción suiza, manteniendo al mismo tiempo la independencia de sus miembros. Se oponía a la exportación de los componentes de los movimientos para evitar la producción de relojes en el extranjero, con el propósito de preservar la autenticidad del sello "fabricado en Suiza".
Ébauches SA se unió a la ASUAG en 1931. En 1960 la empresa estaba dirigida por Sydney de Coulon.
En 1969, el grupo daba trabajo a 10.000 empleados. En esta época tomó el control de la empresa relojera francesa Lip, sumida en graves dificultades económicas. En 1974, este holding controlaba el 25 % del mercado mundial de movimientos mecánicos. Cincuenta años después de su creación, en 1976, el grupo producía 1136 millones de ébauches.
Todos sus miembros se fusionaron entre 1978 y 1982 bajo el nombre de ETA Fabrique d'Ébauches SA, antes de que la entidad pasara a denominarse en 2003 ETA Manufacture Horlogère Suisse SA, integrada en el Grupo Swatch.

## Lista de miembros de Ébauches SA
Los miembros de Ébauches SA fueron los siguientes: